# Domenico Benedetto Cometta

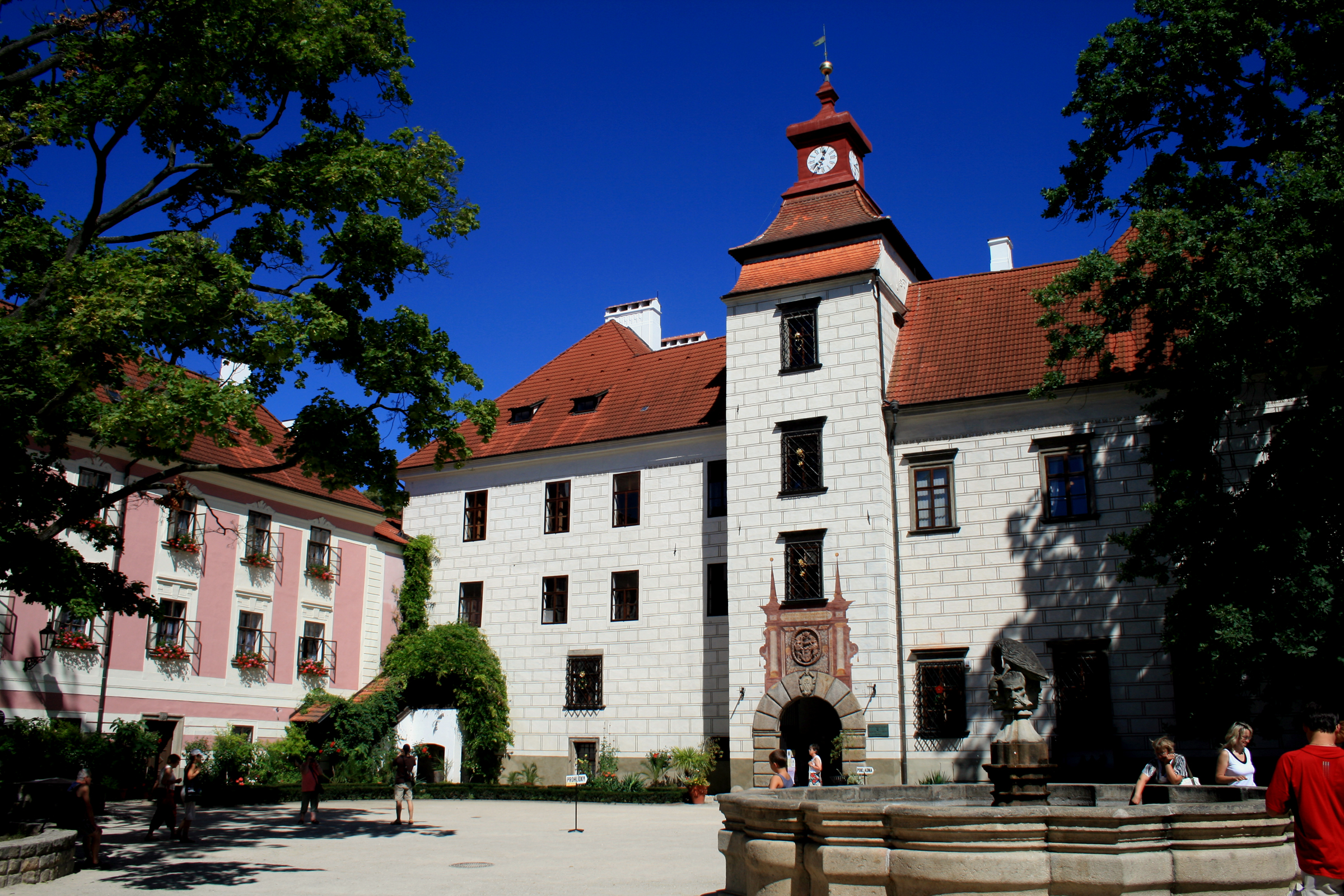
Schloss Třeboň

Domenico Benedetto Cometta z Eckthurnu (auch Dominik Benedikt Cometa oder Dominikus Cometa von Eckenturn genannt; * um 1560 in Devoggio, Ortsteil von Arogno im Kanton Tessin; † nach dem 9. Oktober 1620 in Budweis) war ein überwiegend in Südböhmen wirkender Architekt und Baumeister Schweizer Abstammung.

## Leben
Cometta war der Sohn von Giovanni Cometta und der Bruder des Steinmetzes Antonio Cometta. Von 1583 bis zu seinem Tod wohnte er in Budweis, wo er 1587 sein erstes Haus und 1601 ein weiteres Haus am Hauptplatz von Budweis erwarb.  Von 1609 bis 1620 war Cometta Mitglied des Stadtrates von Budweis.
Cometta ist vor allem als Baumeister der böhmischen Adelsfamilien Rosenberg und Neuhaus bekannt. Von 1583 bis 1595 arbeitete er noch unter Leitung seines Schwagers Baldassare Maggi am Schloss Hluboká nad Vltavou (Schloss Fraunberg), danach verfolgte er eigene Bauprojekte.
Mit seiner Frau Ludmilla Plánek hatte er zwei Kinder. Sein Sohn Giovanni Cometta († 1648) wurde Bürgermeister von Budweis. Sein Neffe Giovanni studierte am Krumauer Jesuitenkolleg und wurde Dekan im Bistum Budweis.

## Werke
Cometta leitete folgende Bauprojekte:
- 1594: Zeughaus (ab 1625 Brauerei) in Český Krumlov (Krumau)
- ab 1595: Jesuitenkolleg in Jindřichův Hradec (Neuhaus), das Adam II. von Neuhaus und seine Frau Katharina von Montfort gestiftet hatten.
- 1596–1598: Neubau der Kirche der Heiligen Dreifaltigkeit (heute St. Jost) in Krumau
- 1598–1602: Budweiser Tor in Krumau[5]
- 1599–1611: Erweiterung von Schloss Třeboň, wohin Petr Vok, der letzten Rosenberger, seine Residenz verlegte.
- 1607: Restaurierung des Kirchturms von Stift Třeboň
- 1608: Restaurierung der Kirche des hl. Johannes des Täufers in Neuhaus nach einem Brand.